# Oskar Wark

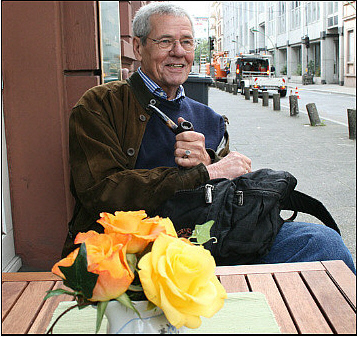
September 2008: Oskar Wark in Frankfurt am Main.

Oskar Wark (* 22. Mai 1934 in Düsseldorf; † 31. Juli 2009 in Wiesbaden) war ein deutscher Fernsehsportreporter und -journalist.
Oskar Wark war seit dem Sendestart des ZDF 1963 gemeinsam mit Wolfram Esser, Dieter Kürten, Karl Senne und Wim Thoelke Mitglied der ZDF-Sportredaktion. 1966 war er als Co-Moderator in der ersten ZDF-Sportreportage dabei.
Er berichtete von zahlreichen Olympischen Spielen sowie Fußballwelt- und Europameisterschaften. 1988 war er Teamchef des ZDF bei den Olympischen Spielen von Seoul, 1992 in Barcelona und 1996 in Atlanta; ebenso bei den Fußball-Weltmeisterschaften 1986 in Mexiko und 1994 in den USA. Nach der Fußball-Europameisterschaft 1996 in England ging er als ZDF-Programmchef in den Ruhestand.
Wark lebte mit seiner Familie in Hattenheim im Rheingau. Als Anhänger von Borussia Mönchengladbach veröffentlichte er 1970 mit Die Fohlen 11 ein Buch über den Fußballklub. Sein Sohn Thomas wurde ebenfalls Sportreporter beim ZDF. Oskar Wark starb im Alter von 75 Jahren an den Folgen eines Herzinfarktes.